# Ondřej Moravec
Pour les articles homonymes, voir Moravec.
Ondřej Moravec, né le 9 juin 1984 à Ústí nad Orlicí, est un biathlète tchèque. Il remporte trois médailles aux Jeux olympiques d'hiver de 2014, avant de devenir champion du monde du relais mixte en 2015. En 2013, il a remporté une course de Coupe du monde au site prestigieux de Holmenkollen.

## Biographie
Il vit à Letohrad, où il fréquente la même école que Michal Šlesingr, son futur coéquipier.
Il connaît des succès tôt dans sa carrière, remportant cinq titres de champion d'Europe junior entre 2003 et 2005. Dès 2002, il obtient ses premiers podiums, gagnant deux médailles de bronze aux Championnats du monde jeunesse.
Il fait ses débuts en Coupe du monde en 2003 à Ruhpolding et marque ses premiers points deux saisons plus tard.
En 2006, il reçoit sa première sélection olympique à Turin, où il est au mieux 32e sur le sprint et se classe sixième du relais. Un an plus tard, il fait partie du relais tchèque arrivant cinquième aux Championnats du monde à Anterselva, pour sa première participation.
En 2008, il gagne sa première médaille hivernale chez les séniors aux Championnats d'Europe avec le bronze au relais. Just après, il se révèle avec une quatrième place au sprint de Khanty-Mansiïsk en Coupe du monde.
Aux Jeux olympiques d'hiver de 2010, à Vancouver, il n'obtient pas les résultats escomptés, échouant à se qualifier pour la poursuite sur le sprint (67e). Il effectue une première compétition majeure complète aux Championnats du monde de Ruhpolding en 2012, où il prend part aux quatre courses individuelles et finit à chaque fois dans le top vingt.
Il obtient son premier podium individuel en décembre 2012 en terminant deuxième de la poursuite de Pokljuka, et signe sa première victoire en fin de saison en mars 2013 sur la mass start d'Holmenkollen. Il obtient la même année une médaille de bronze lors du relais aux Championnats du monde de Nové Město. Lors de ces mondiaux à domicile, il frôle une nouvelle médaille lors des épreuves de l'individuel et de la mass start où il termine 4e.
En 2014, à Sotchi, il devient le premier athlète masculin tchèque à remporter trois médailles lors des Jeux olympiques d'hiver : la médaille d'argent de la poursuite derrière le Français Martin Fourcade puis celle de bronze de la mass-start, et enfin la médaille d'argent du relais mixte avec Veronika Vítková , Gabriela Soukalová et Jaroslav Soukup. 
En 2015, il continue d'étoffer son palmarès avec trois médailles aux Championnats du monde dont l'or en relais mixte, l'argent à la mass-start et le bronze de l'individuel. Ces résultats contribuent à établir son meilleur classement général en Coupe du monde (sixième). Il ne continue sur cette forme l'hiver prochain, terminant 25e de la Coupe du monde (obtient un podium à Ruhpolding tout de même).
En revanche, il est vice-champion du monde de l'individuel en 2017 à Hochfilzen, avec un 20/20 au tir, 3 secondes derrière Lowell Bailey.
Aux Jeux olympiques d'hiver de 2018, alors qu'il vient d'obtenir son 14e podium en Coupe du monde à la poursuite de Ruhpolding, il obtient son meilleur résultat individuel est une onzième place sur la mass start. Il remporte plus tard dans l'année la médaille d'or à la poursuite aux Championnats du monde de biathlon d'été à Nové Město.
Il remporte de nouveau une médaille aux Championnats du monde en 2020 à l'âge de 35 ans avec le bronze sur le relais mixte avec Markéta Davidová, Eva Puskarčíková et Michal Krčmář.
Il devient entraîneur de l'équipe de République tchèque masculine avec Michael Malek à partir la saison 2024-2025.

## Palmarès

### Jeux olympiques
| Épreuve / Édition                | Individuel | Sprint | Poursuite                          | Départ en masse                     | Relais | Relais mixte                       |
| Jeux olympiques 2006 Turin       | —          | 32e    | 38e                                | —                                   | 6e     | Épreuve inexistante à cette date   |
| Jeux olympiques 2010 Vancouver   | —          | 67e    | —                                  | —                                   | —      | Épreuve inexistante à cette date   |
| Jeux olympiques 2014 Sotchi      | 18e        | 8e     | Médaille d'argent, Jeux olympiques | Médaille de bronze, Jeux olympiques | 11e    | Médaille d'argent, Jeux olympiques |
| Jeux olympiques 2018 PyeongChang | 12e        | 29e    | 51e                                | 11e                                 | 7e     | 8e                                 |

Légende :
- : première place, médaille d'or
- : deuxième place, médaille d'argent
- : troisième place, médaille de bronze
- — : non disputée par Ondřej Moravec

### Championnats du monde
| Mondiaux \ Épreuve      | Individuel                | Sprint | Poursuite | Départ en masse          | Relais | Relais mixte              | Relais mixte simple              |
| 2007 Antholz            | —                         | 56e    | 49e       | —                        | 5e     | —                         | Épreuve inexistante à cette date |
| 2008 Östersund          | 44e                       | —      | —         | —                        | 7e     | 12e                       | Épreuve inexistante à cette date |
| 2011 Khanty-Mansiïsk    | 82e                       | —      | —         | —                        | 10e    | —                         | Épreuve inexistante à cette date |
| 2012 Ruhpolding         | 12e                       | 18e    | 15e       | 13e                      | 9e     | —                         | Épreuve inexistante à cette date |
| 2013 Nové Město         | 4e                        | 35e    | 31e       | 4e                       | 6e     | Médaille de bronze, monde | Épreuve inexistante à cette date |
| 2015 Kontiolahti        | Médaille de bronze, monde | 9e     | 9e        | Médaille d'argent, monde | 6e     | Médaille d'or, monde      | Épreuve inexistante à cette date |
| 2016 Holmenkollen       | 35e                       | 59e    | DNS       | —                        | 5e     | —                         | Épreuve inexistante à cette date |
| 2017 Hochfilzen         | Médaille d'argent, monde  | 5e     | 5e        | 16e                      | 10e    | 7e                        | Épreuve inexistante à cette date |
| 2019 Östersund          | 37e                       | 92e    | —         | —                        | 4e     | 6e                        | 9e                               |
| 2020 Antholz-Anterselva | 16e                       | 46e    | 22e       | 11e                      | 13e    | Médaille de bronze, monde | —                                |
| 2021 Pokljuka           | 11e                       | 55e    | 46e       | —                        | 13e    | 11e                       | —                                |

Légende :
- : première place, médaille d'or
- : deuxième place, médaille d'argent
- : troisième place, médaille de bronze
- — : non disputée par Ondřej Moravec
- : pas d'épreuve
- DNS : non partant

### Coupe du monde
- Meilleur classement général : 6e en 2015.
- 14 podiums individuels :  1 victoire, 9 deuxièmes places, 4 troisièmes places.
- 8 podiums en relais dont 1 victoire.

 Dernière mise à jour le 13 février 2020. 

#### Détail des victoires
| Saison / Épreuve | Individuel | Sprint | Poursuite | Mass start        | Total |
| 2012-2013        |            |        |           | Oslo-Holmenkollen | 1     |
| Total            | 0          | 0      | 0         | 1                 | 1     |

#### Détail des classements
| Saison    | Classement général | Classement de l'individuel | Classement du sprint | Classement de la poursuite | Classement de la mass start |
| 2002-2003 | nc                 |                            | nc                   | nc                         |                             |
| 2003-2004 | nc                 | nc                         | nc                   |                            |                             |
| 2004-2005 | 83e                | -                          | 73e                  | 64e                        |                             |
| 2005-2006 | 52e                | nc                         | 55e                  | 37e                        |                             |
| 2006-2007 | 55e                | nc                         | 43e                  | 53e                        |                             |
| 2007-2008 | 45e                | nc                         | 35e                  | 40e                        |                             |
| 2008-2009 | 99e                | 71e                        | nc                   | nc                         |                             |
| 2009-2010 | 66e                | 67e                        | 57e                  | 69e                        |                             |
| 2010-2011 | 51e                | 52e                        | 48e                  | 45e                        |                             |
| 2011-2012 | 28e                | 18e                        | 32e                  | 30e                        | 28e                         |
| 2012-2013 | 12e                | 23e                        | 14e                  | 5e                         | 5e                          |
| 2013-2014 | 15e                | 12e                        | 14e                  | 23e                        | 9e                          |
| 2014-2015 | 6e                 | 10e                        | 7e                   | 12e                        | 5e                          |
| 2015-2016 | 25e                | 21e                        | 39e                  | 28e                        | 12e                         |
| 2016-2017 | 12e                | 10e                        | 12e                  | 15e                        | 13e                         |
| 2017-2018 | 27e                | 5e                         | 25e                  | 34e                        | 27e                         |
| 2018-2019 | 30e                | 57e                        | 33e                  | 29e                        | 23e                         |
| 2019-2020 | 26e                | 14e                        | 39e                  | 29e                        | 23e                         |
| 2020-2021 | 37e                | 6e                         | 45e                  | 55e                        | 51e                         |

### Championnats du monde junior
- Médaille de bronze du sprint et de la poursuite en 2002 (jeune).
- Médaille d'argent du relais en 2002 et 2004 (junior).
- Médaille de bronze de l'individuel, la poursuite et du relais en 2003 (junior).
- Médaille d'argent de l'individuel en 2005.

### Championnats d'Europe
- Médaille de bronze du relais en 2008.

### Championnats d'Europe junior
- Médaille d'or de l'individuel et du relais en 2003.
- Médaille d'or du sprint et de la poursuite en 2004.
- Médaille d'or de la poursuite en 2005.
- Médaille d'argent du sprint en 2005.

### Championnats du monde de biathlon d'été
- Médaille d'or du relais en 2005.
- Médaille d'argent du relais mixte en 2006 et 2018.
- Médaille de bronze de la poursuite en 2006.
- Médaille de bronze du relais mixte en 2007.
- Médaille d'or du sprint et du relais mixte en 2014.
- Médaille d'or de la poursuite en 2018.
- Médaille d'argent du sprint en 2018.

### IBU Cup
- 4 podiums, dont 1 victoire.